# Jagsttal-Gymnasium Möckmühl
Das Jagsttal-Gymnasium Möckmühl ist ein allgemeinbildendes, mathematisch-naturwissenschaftliches und neusprachliches Gymnasium in Möckmühl. Es hat seine Wurzeln im 1379 gegründeten Chorstift Möckmühl, das einer der ältesten Lateinschulen Württembergs unterhielt, und gehört damit zu den ältesten Schulen in Deutschland.

## Geschichte

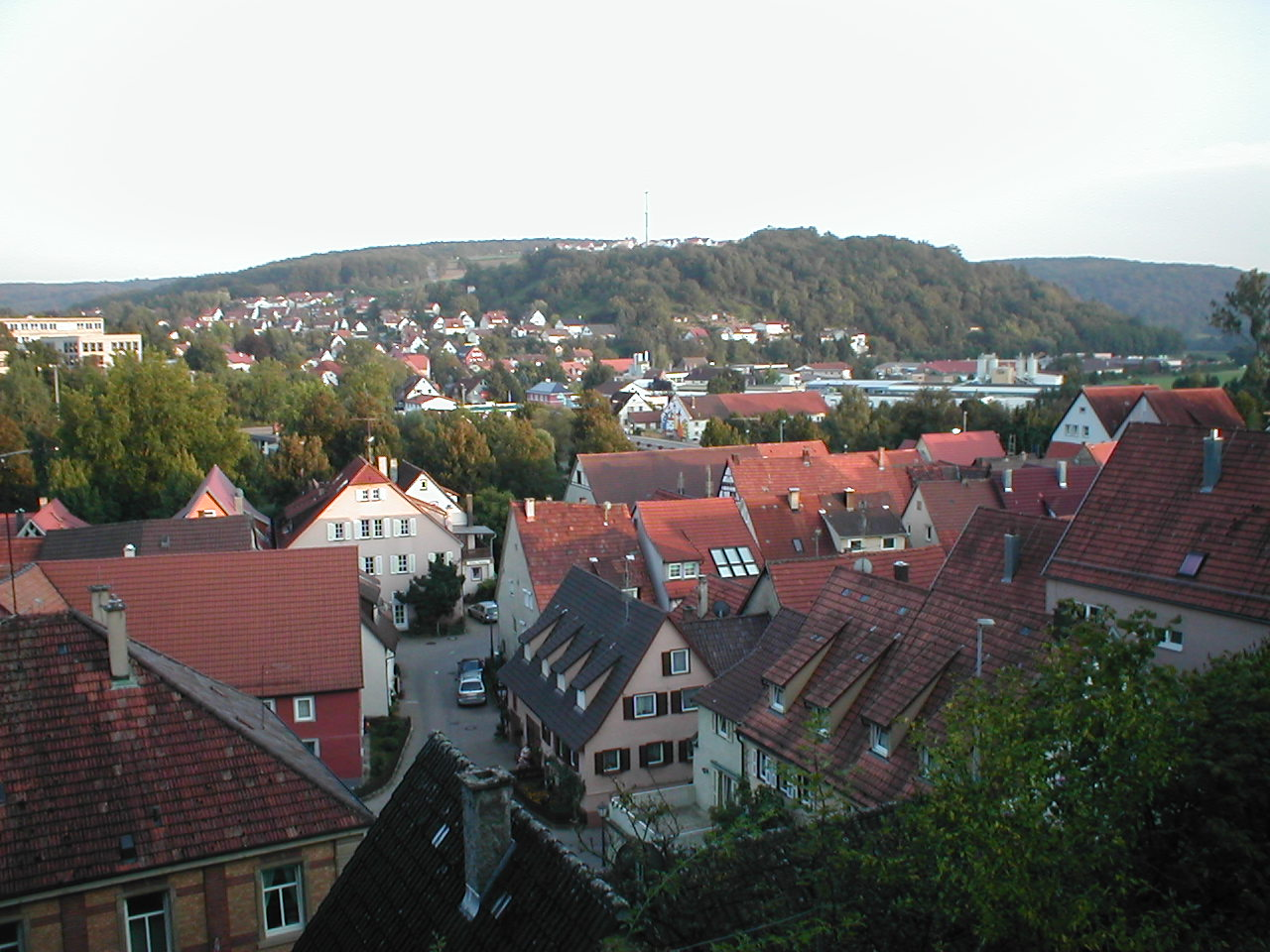
Blick über die Stadt mit dem Gymnasium Möckmühl im Hintergrund (links oben), 2006

### Frühe Geschichte
Im Jahr 1379 wurde von den Brüdern Kraft und Gottfried von Hohenlohe ein weltliches Chorherrenstift auf dem Berg in Möckmühl gegründet. Eine zugehörige und direkt neben der Stiftskirche befindliche Stiftsschule ist seit 1454 belegt, das Jahr ihrer Gründung ist unbekannt. Zweck der Stiftsschule war die Heranbildung von Geistlichen. Die Schüler wurden deswegen auch zur Ausgestaltung der Gottesdienste in der Stiftskirche herangezogen. Einige der frühen Schüler studierten in Heidelberg oder Erfurt, seit 1547 sind Absolventen der Schule auch an der Universität Tübingen nachweisbar.
Die Reformationszeit brachte einige entscheidende Umbrüche. Ab 1542 war Möckmühl württembergisch und damit protestantisch. Aus der Chorherrenschule wurde 1547 die deutsche Schule. 1558 wurde das Stift aufgehoben. 1587 bezog die Schule ein neues Schulhaus im Ort unterhalb des Bergs. Das alte Schulhaus wurde 1703 noch als solches genannt, diente aber nur noch als zusätzliches Lager des alten Stiftfruchtkastens („Kaserne“). Auch die 1642 von den Franzosen niedergebrannte Stiftskirche ging danach in landwirtschaftlichen Nutzbauten auf.
Das neue Schulhaus zwischen Pfarrkirche und Unterer Gasse bestand bis zum Kirchenbrand 1898, bei dem es auch niederbrannte. Das Schulhaus war klein und unpraktisch gebaut. Die beiden Schulräume für Latein- und deutsche Schule lagen im Ersten Stock über der Wohnung des Präzeptors. Schüler aus Möckmühl waren jahrhundertelang von Schulgeld befreit, während der Präzeptor genau so lang einen immer gleichen Jahresbetrag von 20 Gulden erst vom Stift, später von der Almosenpflege erhielt. Auswärtige Schüler mussten ein gewisses Schulgeld bezahlen. Die Präzeptoren stammten meist aus Schwaben und nur vereinzelt aus dem nahen Unterland. Der Präzeptor hatte einen Gehilfen zur Seite, der den Unterricht in der deutschen Schule versah, während der Präzeptor selbst in der Lateinschule unterrichtete, aber auch die Visitation der deutschen Schule innehatte. Deutsche und Lateinschule wurden 1710 von zusammen 182 Kindern besucht, 1784 von 300. Wie sie sich genau verteilten, geht aus den Quellen nicht hervor, da deutsche und Lateinschule erst im Lauf des 18. Jahrhunderts getrennt wurden. Es werden zu jener Zeit aber kaum mehr als 20 oder 30 Kinder in der Lateinschule gewesen sein, da die deutsche Schule inzwischen beide Schulräume beanspruchte, während man die Lateinschule 1724 in das Wohnzimmer des Präzeptors verlegte. 1737 erfolgte ein Ausbau des Schulhauses, so dass die Lateinschule danach das Dachgeschoss beziehen konnte.
Seit der Reformationszeit konnten die Möckmühler Schüler das „Landexamen“ erlangen, danach eine Klosterschule und daraufhin die Landesuniversität Tübingen besuchen. Zwischen 1574 und 1800 sind mindestens 46 Kandidaten aus der Lateinschule in Möckmühl bekannt. Viele dieser Kandidaten zeigten herausragende Leistungen, so dass die Lateinschule in Möckmühl ein hohes Ansehen genoss. Der Schulchor beteiligte sich an den Gottesdiensten und wirkte bei Begräbnissen und Hochzeiten mit, die Schule bot aber im 17. Jahrhundert auch schon weltliche Musik- und Theaterdarbeitungen. Präzeptor Jakob Frischlin (1557–1621) wurde auch als Dichter bekannt.
Als 1806 die Kirchengüter zugunsten des Staates eingezogen wurden und 1808/10 Oberamt, Kellerei und Stiftsverwaltung aus Möckmühl abzogen, verlor die Schule in gleichem Maß wie die Stadt an Bedeutung. 1822 wurde die Lateinschule aufgegeben. Nur gegen Zuzahlung erteilte ein Diakon noch täglich zwei Lateinstunden.

### 1840–1968: Der Weg zum Gymnasium Möckmühl
1840 wurde aus der Schule eine Mittelschule. Anfangs wurde nur eine Fremdsprache (Französisch) unterrichtet, erst seit Ende des 19. Jahrhunderts kam auch Englischunterricht dazu. Die Schülerzahl blieb lange Zeit niedrig, auch nachdem man ab 1871 Mädchen aufnahm. 1875 wurde ein zweiter Reallehrer eingestellt. Nachdem das Schulhaus 1898 niederbrannte, wurde das Schullokal zeitweilig im Rathaus eingerichtet. Doch auch nach dem Bezug eines neuen Schulhauses nahm die Schule zunächst keinen bedeutenden Aufschwung, da die Landflucht die Schülerzahlen bis etwa 1940 weiter niedrig hielt.
Die Schule wurde 1933 in Oberschule Möckmühl umbenannt, bevor sie nach dem Zweiten Weltkrieg als Progymnasium Möckmühl bezeichnet wurde und ab 1952 auch zur Mittleren Reife führte. 1966 begann der Ausbau der Oberstufe. Die Schule wurde fortan als Gymnasium Möckmühl bezeichnet. 1968 konnten die ersten Schüler in Möckmühl das Abitur ablegen.

### 1969–2016: Aufbau eines Schulzentrums
1969 begann der Bau eines Schulzentrums in der Lehlestraße, in dem bis heute die Hauptschule, die Realschule und das Gymnasium Möckmühl gemeinsam untergebracht sind. Zwei Turnhallen und ein Hallenbad ergänzen das Schulzentrum. Im Jahre 1971 wurde das jetzige Hauptgebäude bezogen. 2000 konnte ein würfelförmiger Anbau bezogen werden. 2010 wurde ein weiterer Anbau mit Mensa und Fachräumen begonnen, der 2012 fertiggestellt wurde. 2014 wurde der Neubau komplett renoviert und ist heute hochmodern und sehr energieeffizient.

### Seit 2016: Jagsttal-Gymnasium Möckmühl
Zum 3. März 2016 wurde das Gymnasium Möckmühl in „Jagsttal-Gymnasium Möckmühl“ umbenannt.

## Schulleben und Besonderheiten

### Ganztagsschule und Arbeitsgemeinschaften
Das Gymnasium Möckmühl kann als Ganztagsschule genutzt werden. Dabei stehen zusätzlich zum Unterrichtsangebot eine Reihe von Ganztagesangeboten und Arbeitsgemeinschaften (AGs) zur Verfügung, darunter beispielsweise:
- Lernzeit- und Hausaufgabenbetreuung sowie Lernförderung und Pausenbetreuung durch Lehrkräfte und Schülermentoren,
- ein Schülertreff mit Schulsozialarbeit im Mensagebäude,
- ein Chor,
- ein Roboter-Kurs,
- eine Streitschlichter-Gruppe,
- verschiedene Sport-Kurse (u. a.  Volleyball, Fußball, Fitness),
- eine Gruppe zur Organisation von Veranstaltungen sowie
- eine Theater- und Tanz-AG.[12]

### Mensa
Die Schule verfügt für die Mittagsverpflegung über eine Mensa mit angeschlossenem Aufenthaltsraum.

### SchülerzeitungWhisper – der Waschbär
2015 wurde unter dem Titel Whisper – der Waschbär eine Online-Schülerzeitung des Gymnasiums Möckmühl gegründet. Deren Inhalte konzentrieren sich unter anderem auf: Interviews mit neuen Lehrern, wichtigen Personen der Region Möckmühl sowie aktuellen und ehemaligen Schülern, die etwas Besonderes getan oder zu sagen haben, Reportagen und Berichte über besondere Ereignisse an der Schule, Ausflüge, Schüleraustausche und Aktionen der Schülervertretung, Reportagen aus aller Welt, Schulsport, Schülerwitze, Comics- und Freizeittipps sowie Bücher- und Filmtipps für Schüler.

### Fremdsprachen
Am Gymnasium Möckmühl unterrichtete Fremdsprachen sind: Englisch, Spanisch, Französisch und Latein.

### Schulpartnerschaften
Das Gymnasium Möckmühl kooperiert mit Partnerschulen in Frankreich, Italien, Spanien und England:

#### Frankreich
Seit 2007 kam es zu einem regelmäßigen Schüleraustausch mit französischsprachigen Schülern aus La Réunion, einer Insel im Indischen Ozean, die politisch ein Übersee-Département sowie eine Region Frankreichs bildet.
Daneben gibt es weitere regelmäßige Schüleraustauschfahrten nach Frankreich. Mit den französischen Schulen Lycée Hôtelier et Polyvalent Hyacinthe Friant in Poligny und seit 2013 mit dem Lycée Edmond Rostand in Saint Ouen l’ Aumône (SOA) bestehen Partnerschaften.

#### Italien
Es findet ein regelmäßiger Schüleraustausch des Gymnasiums Möckmühl – in Kooperation mit der Werkrealschule und der Realschule Möckmühls – mit italienischen Schulen der Möckmühler Partnerstadt Cherasco statt.

#### Spanien
Mit der spanischen Schule Caxton College in Puçol besteht eine Schulpartnerschaft zum regelmäßigen Schüleraustausch.

#### England
Mit dem Waingels College in Woodley findet ein regelmäßiger Schüleraustausch statt.

### Orchester
In Kooperation des Gymnasiums mit der Musikschule Möckmühl wird ein Orchester gebildet.

### Zirkusprojekt
Im Schuljahr 2015/16 fand am Jagsttalgymnasium Möckmühl erstmals ein Zirkusprojekt („Circus Zappzarap“) statt, bei dem alle Schüler und Lehrer eine Woche lang eine Zirkusaufführung vorbereiteten.

## Bekannte Schüler
- Hermann Ehmann (1844–1905), Ingenieur für das Wasserversorgungswesen
- Wilhelm Paret (1864–1938), Pfarrer, der durch sein zeithistorisch wertvolles fotografisches Werk bekannt wurde
- Martin Schwab (* 1937), Schauspieler